# ران پال
رانالد ارنست پال (به انگلیسی: Ronald Ernest Paul) ملقب به ران پال یا پل (به انگلیسی: "Ron" Paul) (متولد ۲۰ اوت ۱۹۳۵ در پیتسبرگ، پنسیلوانیا) پزشک، نویسنده و سیاستمدار سابق آمریکایی است که از ۱۹۷۶ تا ۱۹۸۵ از حوزه انتخابیه ۲۲ام تگزاس و از ۱۹۹۷ تا ۲۰۱۳ نماینده مجلس نمایندگان آمریکا از حوزه چهاردهم کنگره‌ای تگزاس را که گلوستون را در بر می‌گیرد بر عهده داشت. وی سه بار در سال‌های ۱۹۸۸ و ۲۰۰۸ و ۲۰۱۲ و نامزد انتخابات ریاست جمهوری آمریکا بود.
ران پال دارای عقاید لیبرترین است و منتقد سیاست‌های خارجی، داخلی و مالی دولت آمریکا از جمله اتحاد نظامی-صنعتی، جنگ با مواد مخدر و فدرال رزرو (بانک مرکزی آمریکا) است.
وی گاهی به عنوان پدرخواندهٔ معنویِ جنبش تی پارتی مطرح می‌شود؛ ولیکن با استقبال مردمی از جنبش تی پارتی بسیاری از نومحافظه‌کاران که کاملاً با نظرات کوچک کردن اندازۀ حکومت ران پال مخالف هستند نیز وارد تی پارتی شدند.
پال در کمپین‌های خود به تبلیغ مکتب اتریش در اقتصاد و نظریات مورای روتبارد و لودویش فن میزس پرداخته است. پال نویسندهٔ پرکاری است و در نظریهٔ سیاسی و اقتصادی مقالات و کتاب‌هایی دارد.
وی فارغ‌التحصیل مدرسه پزشکی دانشگاه دوک است و به عنوان یک جراح زنان و زایمان ۴۰۰۰ کودک را بین ۱۹۶۰ و ۱۹۸۰ به دنیا آورده‌است. پسر وی، رند پال در ۲۰۱۰ از ایالت کنتاکی به نمایندگی مجلس سنا انتخاب شده‌است.
در ماه مه ۲۰۱۲ وی اعلام کرد که فعالیت‌های تبلیغاتی خود برای نامزدی ریاست جمهوری در سال ۲۰۱۲ را به حالت تعلیق درآورده‌است. وی در کنوانسیون حزب جمهوری‌خواه ۱۹۰ رأی به دست آورد. پال در انتخابات سراسری از هیچ‌یک از نامزدها حمایت نکرد.

## زندگی
وی در سال ۱۹۳۵ در پیتسبرگ، پنسیلوانیا متولد شد. پدر وی «هاوارد کسپر پال» و مادرش «مارگارت پال» نام داشت. اجداد پدری وی از آلمان و اجداد مادری وی از آلمان و ایرلند می‌باشند.
وی مدرک کارشناسی خود را در بیولوژی از کالج گتیسبرگ در سال ۱۹۵۱ اخذ نمود. سپس مدرک دکترای پزشکی را از دانشگاه دوک در سال ۱۹۶۱ اخذ کرده و برای گذراندن دوره کارورزی به «بیمارستان هنری فورد» در دیترویت رفت. وی سپس به عنوان جراح پرواز در نیروی هوایی ارتش آمریکا بین سال‌های ۱۹۶۳ تا ۱۹۶۵ مشغول به کار شد و بین سال‌های ۱۹۶۵ تا ۱۹۶۸ در گارد ملی نیروی هوایی ارتش خدمت کرد. وی در سال‌های خدمت خود در ارتش مدت کوتاهی را نیز در ایران به سر برد. در سال ۱۹۶۸ همسر وی به تگزاس منتقل شد و وی هم همراه همسرش به تگزاس رفت و تخصص زنان و زایمان گرفت و به پزشکی خصوصی مشغول گردید. وی پدر سناتور رند پال است.

## زندگی خصوصی
وی از سال ۱۹۵۷ با همسر خود «کارول ولز» ازدواج کرده و از وی پنج فرزند به نام‌های رانالد، لوری، رند، رابرت و جوی دارد. فرزند وی رند پال نیز همانند پدرش به تحصیل در رشته پزشکی پرداخت و به تازگی قدم در سیاست گذاشت. ران پال در خانواده مسیحی لوتران بزرگ شد ولی در بزرگی به مسیحیت باپتیسم روی آورد و فرزندان خود را نیز باپتیست تربیت نمود.
وی در حرفه پزشکی خود بارها به معالجه بیماران به صورت مجانی یا با هزینه کمتر روی آورد تا از بیمه‌های دولتی نظیر مدیکیر و مدیکید استفاده نکند.

## در عرصه سیاست

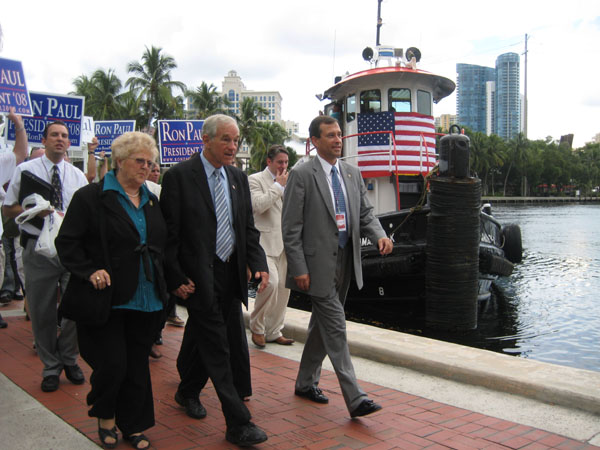
ران و کارول پاول، ران پاول در حال استیمینگ در نیو ریور، فورت لادردیل

هنگامی که وی در سال‌های ۱۹۶۰ در حال گذراندن دوره دستیاری پزشکی بود ران پال تحت تأثیر کتاب «جاده بردگی» (Road to serfdom) نوشته اقتصاددان اتریشی فردریش هایک قرار گرفت و شروع به خواندن کتاب‌های لودویگ ون میزس و آین رند کرد. خواندن این کتاب‌ها وی را به این باور رساند که پیش‌بینی‌های مکتب اقتصاد اتریشی در حال اتفاق افتادن است و هنگامی که در ۱۵ اوت ۱۹۷۱ ریچارد نیکسون استاندارد طلا را لغو نمود و ثابت بودن ارزش دلار آمریکا نسبت به طلا را یکطرفه لغو نمود وی بیشتر به این باور رسید. تا آن زمان ارزش برابری دلار آمریکا نسبت به طلا مقداری ثابت بود ولیکن بعد از این اقدام دلار آمریکا ارزشی ثابت نداشت و به اصطلاح «پول فیات» (Fiat Currency) گردید. این اتفاق وی را مجاب به وارد شدن به عرصه سیاست کرد و وی به خود گفت: «بعد از این پول فقط پول سیاسی خواهد بود نه پولی که دارای ارزش ذاتی باشد. من شگفت زده هستم.»
وی با اعتقاد شدید به اینکه مشکلات اقتصادی آمریکا در دهه ۱۹۷۰ با توجه به مکتب اقتصاد اتریشی و هزینه بی‌رویه دولت آمریکا در جنگ ویتنام و اعطای بیمه‌های اجتماعی نظیر بیمه بیکاری قابل توجیه‌است خود را نامزد حزب جمهوریخواه از تگزاس برای کنگره نمود. وی در اولین انتخابات در سال ۱۹۷۴ شکست خورد ولیکن در سال ۱۹۷۶ موفق شد وارد کنگره شود.
ران پال در سال ۱۹۸۸ به‌عنوان نامزد حزب سوم آمریکا، حزب آزادیخواه، در انتخابات ریاست جمهوری شرکت نمود. وی در این انتخابات بیشتر با هدف ترویج عقاید آزادیخواهانه خود شرکت نمود و عقاید وی در زمینه حق نگهداری اسلحه، محافظه‌کاری اقتصادی، حق تعلیم کودکان در منزل و مخالفت با سقط جنین مورد توجه بسیاری قرار گرفت. در پایان وی توانست درصد کمی از آراء را بدست آورد.
وی در سال ۲۰۰۸ مجدداً برای ریاست جمهوری آمریکا این بار از حزب جمهوریخواه نامزد گردید. وی طرفداران زیادی از قشر جوان و علی‌الخصوص دانشجویان پیدا کرد و در بسیاری از نظرسنجی‌های اولیه پیروز گردید؛ و لیکن جریانات اصلی حاکم در حزب جمهوریخواه نظر مساعدی نسبت به وی نداشتند و بیشتر سیاست‌مداران شناخته شده با وی مخالفت نموده یا به نامزدی وی بی‌توجهی نمودند. وی توانست کمک‌های مالی زیادی از مردم جذب کند و جالبتر آنکه بیشترین مقدار کمک به وی از طرف سربازان ارتش آمریکا بود که از عراق و افغانستان بازگشته بودند. در یکی از مناظره‌های تلویزیونی حزب جمهوریخواه وی به چالش با بیشتر سیاست‌مداران این حزب برخاست هنگامی که وی دلیل مشکلات ایران و آمریکا را کودتای ۲۸ مرداد ۱۳۳۲ عنوان نمود و دلیل حوادث ۱۱ سپتامبر را حضور نظامی آمریکا در عربستان و خاورمیانه دانست. نظرات وی با واکنش شدید بقیه نامزدهای جمهوریخواه و علی‌الخصوص شهردار سابق نیویورک رودی جولیانی مواجه گردید.
وی مجدداً نامزد حزب جمهوریخواه برای انتخابات سال ۲۰۱۲ بود. ران پال موفق شد دو سال پیاپی در نظرسنجی کنگره محافظه‌کاران (CPAC) جایگاه اول را به خود اختصاص دهد. در یکی از مناظرات اولیه حزب جمهوریخواه تنش شدیدی بین وی و نامزد دیگر ریک سنتوروم در مورد برخورد با ایران اتفاق افتاد هنگامی که وی به مخالفت با تحریمهای ایران پرداخت. هنگامی که کریس والاس گزارشگر شبکه فاکس نیوز در مورد اینکه اگر ایران به سلاح هسته‌ای دست یابد چه می‌کنید از وی سؤال کرد وی پاسخ داد که لزومی به حمله نظامی به ایران وجود ندارد و دیپلماسی و تجارت تنها راه برخورد با ایران است. وی همچنین از حق ایران در دستیابی به فناوری هسته‌ای دفاع نمود و عنوان کرد که ایران توسط کشورهای دارای سلاح هسته‌ای احاطه گردیده‌است.

## نظرات

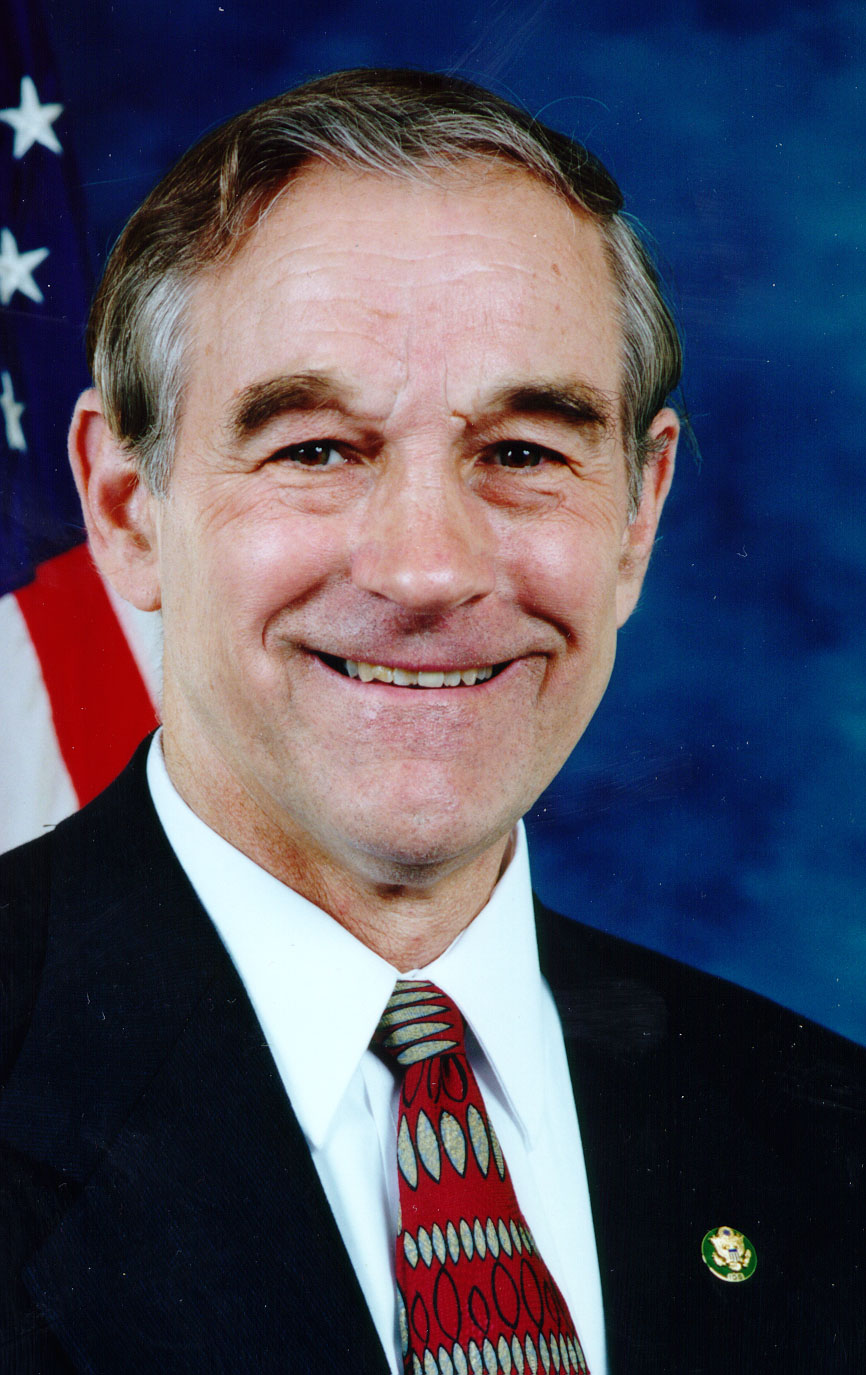

دکتر پال در زمینه‌های اجتماعی محافظه‌کار با گرایش‌های آزادی‌خواهانه‌است. وی دارای یکی از محافظه‌کارترین سابقۀ رأی‌دهی در کنگرۀ آمریکا است. ران پال اعتقاد زیادی به کوچک کردن ابعاد حکومت داشته و معتقد است دولت نباید در بسیاری از مسائل دخالت کند. بر اساس نظر وی «وظیفۀ درست برای حکومت آمریکا ایجاد دفاع ملی، سیستم قضایی برای حل اختلاف بین مردم، سیستم محاکمۀ جنایتکاران و خلافکاران و تقریباً همین» است. لقب وی در کنگره آمریکا «دکتر مخالف» است زیرا وی با بسیاری از لوایح و قوانینی که ابعاد حکومت را بزرگ می‌کنند مخالف است. وی افتخار می‌کند که هیچگاه برای هیچ لایحه‌ای رأی نداده‌است مگر آن لایحه با قانون اساسی تطابق داشته باشد. ران پال در زمینۀ اقتصاد معتقد به مکتب اتریشی است و کتاب‌های بسیار زیادی در این زمینه نوشته است. از این رو وی اکثراً مخالف لوایح جدیدی است که در آن دولت هزینه‌ها، برنامه‌ها یا مالیات‌های جدیدی مطرح می‌کند. وی پیمان بسته است که هیچگاه مالیات‌ها را زیاد نکند و هیچ‌وقت برای کسری بودجه رأی نداده‌است. وی معتقد است که اگر ابعاد حکومت کوچک شود، دولت آمریکا می‌تواند مالیات بر درآمد را به‌طور کامل حذف کند. وی برنامه‌ای برای حذف کردن بسیاری از سازمان‌های دولتی ارائه کرد و معتقد است بیشتر این سازمان‌ها تنها اعمال اداری بدون خاصیت انجام می‌دهند.
ران پال در مورد تورم بسیار صحبت می‌کند و همیشه از خطرات تورم انفجاری مردم را بر حذر می‌دارد. وی معتقد است که باید مالیات بر فروش از طلا و نقره حذف شود تا مردم خود انتخاب کنند که چه نوع کالایی یا پولی را به عنوان پول مصرف کنند.
ران پال معتقد به عدم دخالت در امور سایر کشورها است. وی تنها جمهوری‌خواهی بود که در زمان جنگ عراق در سال ۲۰۰۲ علیه این لایحه رأی داد. وی معتقد به بیرون آمدن آمریکا از سازمان ملل و ناتو است، زیرا اعتقاد دارد این سازمان‌ها ملیت آمریکا را زیر سؤال می‌برند. بر اساس عقیدۀ وی دولت آمریکا تنها باید به کنگرۀ آمریکا پاسخگو بوده و نباید مجبور به پاسخ‌دهی به سازمان‌های بین‌المللی باشد.
وی طرفدار تجارت آزاد است و مخالف عضویت آمریکا در قراردادهایی نظیر پیمان تجارت آزاد (NAFTA) و سازمان تجارت جهانی (WTO) است.
وی جزو معدود نمایندگانی است که مخالف جنگ با افغانستان و عراق بوده و خواهان پایان حضور نظامی آمریکا در کشورهای مختلف دنیا و بازگشت این نیروها به آمریکا است.
وی در زمینۀ پزشکی مخالف بیمه‌های پزشکی است، زیرا معتقد است که این بیمه‌ها باعث افزایش هزینۀ درمان می‌شوند. وی معتقد است که مؤسسات خیریه بسیار بهتر از دولت در زمینۀ ارائه خدمات پزشکی به نیازمندان عمل می‌کنند.
در زمینۀ حمایت از محیط زیست، وی معتقد است این مسئله باید در قالب حق مالکیت مطرح شود. از این رو هیچ‌کس حق ندارد به محیط زیستی که در مالکیت فردی دیگر بوده یا متعلق به اکثر مردم است آسیب بزند؛ ولیکن وی مخالف قوانین پیشگیرانه در زمینۀ محیط زیست یا عضویت در پیمان‌های بین‌المللی است. وی معتقد است که نظریۀ گرم شدن زمین بیش‌از حد بزرگ نمایش داده‌می‌شود و معتقد است که این نظریه دارای پشتوانۀ علمی واقعی نبوده و به دلیل منافع گروه‌های خاص مورد توجه قرار گرفته‌است.
وی مخالف قوانین حقوق مدنی سال ۱۹۶۴ است زیرا معتقد است که دولت حق ندارد برای مالکین خصوصی تعیین کند که چگونه باید در ملک خود رفتار کنند. هر چند که وی معتقد است در زمینۀ دولتی نباید هیچ‌گونه تبعیضی بین افراد جامعه صورت گیرد.

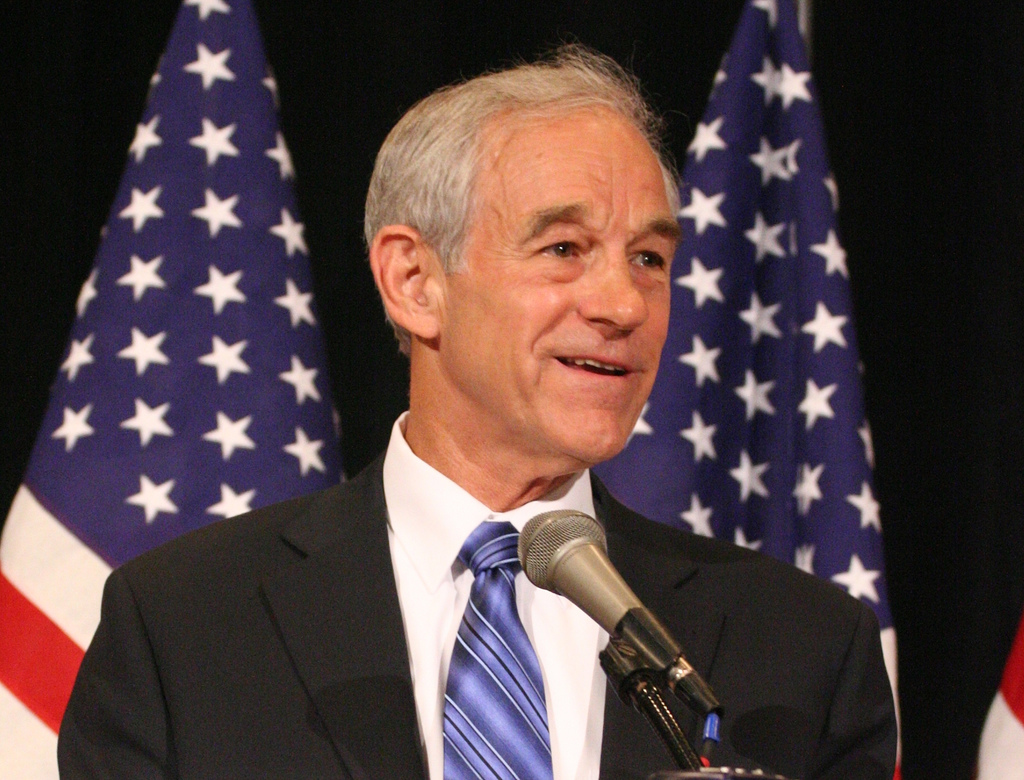

ران پال همچنین خواستار پایان کمک مالی آمریکا به همۀ کشورها از جمله اسرائیل می‌باشد. به همین دلیل بعضی افراد و گروه‌های طرفدار اسرائیل معتقد هستند که وی یهودستیز است. در یک گزارش تلویزیونی در برنامۀ لری کینگ مخاطب وی بن استاین وی را یهودستیز خواند. همچنین دیوید هوروویتز که یکی از طرفداران معروف اسرائیل است معتقد است که ران پال یک یهودستیز است. وی موافق حق نگهداری اسلحه برای شهروندان، مخالف سقط جنین و موافق تعلیم کودکان در منزل است. در زمینۀ نقش حکومت در جامعه، وی مخالف سیستم بانکداری مرکزی و پول کاغذی است و خواستار بازگشت پول به استاندارد طلا و نقره است. وی مخالف همجنسگرایی است، ولیکن اعتقاد دارد که ازدواج یک امر شخصی بوده و در یک جامعۀ آزاد مردم آزادند هرگونه می‌خواهند زندگی کنند. وی مخالف کارت شناسایی ملی و مخالف ثبت ازدواج توسط حکومت بوده و اعتقاد دارد ازدواج یک امر مذهبی بوده که باید توسط کلیسا و به دور از مسائل حکومتی صورت گیرد. وی از معدود سیاست‌مدارانی است که در هنگامی که مسئلۀ ایجاد مسجد در شهر نیویورک در نزدیکی محل حادثه ۱۱ سپتامبر در رسانه‌ها مطرح شد به دفاع از مسلمانان پرداخت و معتقد بود که آنان مانند هر شهروند دیگری حق ایجاد محل عبادت را دارا هستند. وی مخالف جنگ‌های آمریکا در منطقۀ خاورمیانه بوده و خواهان بازگشت نیروهای آمریکا از عراق و افغانستان است. وی همچنین از معدود سیاست‌‌مداران آمریکایی است که مخالف هرگونه تحریم یا حملۀ نظامی به ایران بوده و خواستار برقراری ارتباط دوستانه بین دو کشور است. وی همچنین خواهان لغو بانک مرکزی آمریکا به نام فدرال رزرو است و اعتقاد دارد در قانون اساسی آمریکا دولت نباید اختیار کنترل و توزیع پول را به فدرال رزرو که یک بانک خصوصی است بدهد. نظرات وی به خصوص در زمینۀ سیاست خارجی اکثراً با نومحافظه‌کاران در تضاد بوده و چالش بین آنان عمیق است.
«ران پال» یکی از چهار نامزد حزب جمهوری‌خواه در انتخابات ریاست جمهوری نوامبر ۲۰۱۲، با انتقاد از لایحۀ پوشش درمانی اجباری «اوباما» گفت: «اقتصاد آمریکا ورشکسته‌است و با چنین اقتصادی نمی‌تواند این طرح را اجرا کرد».
ران پال در گفتگو با شبکۀ خبری «سی‌ان‌ان»، نظام درمانی در آمریکا را با کشور سوئیس مقایسه کرد و اظهار داشت: «کشوری که مدام در حال جنگ با سایر کشورها است، نمی‌تواند بیمۀ درمانی دولتی داشته باشد».
وی افزود: «از یک طرف اقتصاد آمریکا ورشکسته است و از طرفی دیگر همواره در حال جنگ در سایر کشورها هستیم؛ بنابراین دولت توان پرداخت هزینه‌های سرسام‌آور بیمۀ درمانی را ندارد».
ران پال که به نامزد صلح‌طلب معروف است، با انتقاد از سیاست‌های اوباما در این زمینه گفت: «دولت حق ندارد مردم را وادار به تأمین هزینۀ پوشش درمانی اجباری کند».
نمایندۀ مردم تگزاس در مجلس نمایندگان تصریح کرد: «شرکت‌های دارویی و بیمه‌ای بین پزشکان و بیماران قرار گرفته‌اند و با سودجویی اجازه نمی‌دهند پزشکان بدون واسطه به کار خود ادامه دهند. نظام پزشکی آمریکا در دست شرکت‌های بزرگ قرار گرفته‌است».
ران پال که دارای مدرک دکترای پزشکی است، خاطرنشان کرد: «هر روز هزینه‌های خدمات درمانی در حال افزایش است و در مقابل از کیفیت آن کاسته می‌شود».
دیوان عالی ایالات متحده آمریکا رسیدگی به لایحۀ قانونی دولت مبنی بر اجباری کردن بیمۀ درمانی برای همۀ مردم را مورد بررسی قرار داده‌است؛ ولی در بسیاری از ایالت‌ها از جمله نیویورک مردم در اعتراض به لایحۀ پوشش درمانی اوباما دست به تظاهرات زدند.

## تالیفات
- طلا، صلح و کامیابی: تولد یک واحد پولی جدید (۱۹۸۱)
- در دفاع از طلا
- سقط جنین و آزادی (۱۹۸۳)
- ۱۰ شبهه در مورد پول کاغذی و یک شبهه در مورد طلای کاغذی (۱۹۸۳)
- میزس و مکتب اقتصاد اتریشی: یک نظر شخصی (۱۹۸۴)
- آزادی تحت محاصره: قانون اساسی آمریکا بعد از ۲۰۰ سال (۱۹۸۷)
- مبارزه‌ای برای آزادی: جنجال سقط جنین (۱۹۹۰)
- کتاب پول ران پال (۱۹۹۱)
- جمهوری: اگر قادر به نگهداری آن باشید (۲۰۰۰)
- مبارزه برای حفظ آمریکا (۲۰۰۲)
- سیاست خارجی آزادی: صلح، تجارت و دوستی صادقانه (۲۰۰۷)
- اصول کامیابی (۲۰۰۸)
- انقلاب: یک بیانیه (۲۰۰۸)
- پایان دادن به فدرال رزرو (۲۰۰۹)
- تبیین آزادی: ۵۰ مسئله‌ای که آزادی ما را تحت تأثیر قرار می‌دهند (۲۰۱۱)

## وبگاه رسمی
- وبگاه رسمی
- وبگاه انتخاباتی